# Elaphomyces
Genre
Espèces de rang inférieur
- Elaphomyces aculeatus
- Elaphomyces granulatus
- Elaphomyces muricatus
- Elaphomyces persoonii
- Elaphomyces virgatosporus,
 etc.

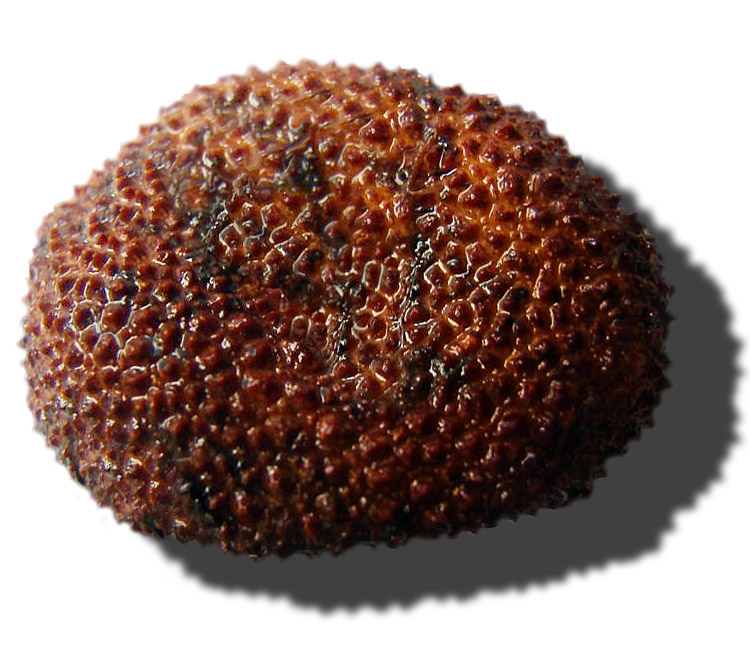
Elaphomyces granulatus,
l'un des Elaphomyces les plus courants,
très recherché par les sangliers et les écureuils

Elaphomyces   est un genre de champignons de la famille des Elaphomycetaceae, ressemblant aux truffes (Tuber). Les Elaphomyces sont souvent nommés fausses truffes, truffes du cerf ou truffes des cerfs (y compris par les anglophones qui parlent de Hart's Truffle ou de False Truffle). Le nom latin de ce genre rappelle le mot Élaphe (nom d'un cerf). Ce genre est mal connu du public car toutes les espèces d’Elaphomyces se développent sous le sol durant tout leur cycle de vie, y compris pour leur fructification. Si les Elaphomyces sont toujours très discrets, ils sont parfois relativement communs, voire très communs dans les forêts anciennes.
Malgré ses noms vernaculaires, ce n'est pas une truffe "vraie" au sens mycologique et surtout culinaire du terme ; ce champignon est peu consommé et peu recherché par l'homme car peu goûteux et de consistance parfois désagréable (matière poudreuse, résineuse, collante ou gluante selon l'état de maturité). Il est par contre très apprécié par divers animaux forestiers, dont les sangliers et plusieurs espèces d'écureuils de l'hémisphère Nord (dont l'écureuil roux) qui recherchent activement ses fructifications pour s'en nourrir. Ces animaux jouent un rôle important pour l'espèce, car ils en diffusent les spores, ce qui permet la reproduction du champignon (qui a par ailleurs besoin que l'on conserve une quantité minimale de bois mort dans les forêts).
Ce genre comprend environ 67 espèces habitant essentiellement les forêts tempérées de l'Hémisphère nord.

## Habitat, répartition et biomasse

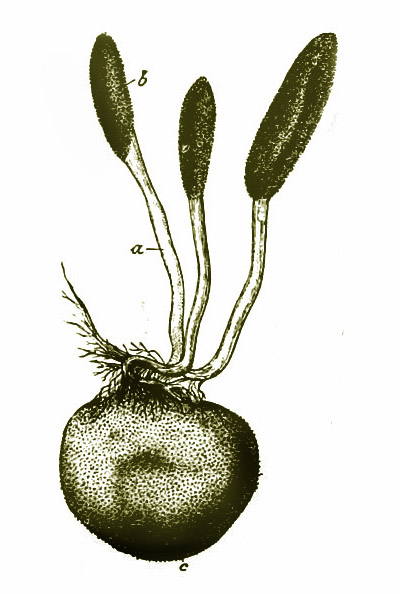
Elaphocordyceps ophioglossoides (autrefois à tort classé parmi les Cordyceps) "parasitant" une fausse truffe (Elaphomyces granulatus ?), d’après un dessin du botaniste Anton Joseph Kerner von Marilaun (1831-1898)

Ce genre de champignon semble nécessiter pour bien se développer des sols humiques de forêts anciennes riches en bois mort et matières organiques. Pour cette raison, les Elaphomyces pourraient être bioindicateurs de naturalité forestière, sans toutefois être gage de non-pollution du sol ; en effet, comme beaucoup de champignons, cette espèce peut bioaccumuler des métaux lourds ou toxiques, dont le césium radioactif des retombées de Tchernobyl ou d'essais nucléaires.
On a au milieu des années 1990 clairement montré en Amérique du Nord que les sporocarpes d’Elaphomyces granulatus sont beaucoup plus nombreux dans les forêts anciennes du Nord-ouest riches en vieux arbres et bois mort. Ainsi, la biomasse de sporocarpes hypogés était de 0,78 kg/ha dans de jeunes peuplements issus d'aménagement forestier, soit bien plus faible que les 4,02 à 4,51 kg/ha trouvés forêts anciennes à peuplements naturels vieux et matures, avec un pic d'abondance en été, et une biomasse minimale en hiver.
En Europe, ce même E. granulatus a été recherché dans la forêt du Palatinat (Allemagne). Il y était présent à raison d'une truffe par 20 mètres carrés en moyenne, principalement dans les zones de résineux dans ce cas, mais on le trouve parfois aussi en forêt mixte.

## Importancetrophiqueetécologique
Au moment de la fructification des Elaphomyces et peu après, là où cette truffe est abondante et surtout si d'autres nourritures sont peu disponibles, jusqu'à 80 % des crottes de certains mammifères omnivores (et mycophages) sont constituées de spores de ce champignon, ce qui pose problème en raison de la propension de ce champignon à bioaccumuler les radionucléides (par exemple issus des retombées de la catastrophe de Tchernobyl).
La gestion sylvicole intensive diminue le nombre d'espèces et la disponibilité de ces champignons, pouvant affaiblir certaines populations d'écureuils en les privant d'une ressource alimentaire très importante pour eux,, (notamment en été avant que les glands et noisettes soient matures, et en hiver les années de mauvaises glandaies).

## Symbioses, parasitisme
Les interactions durables entre les espèces de ce genre et les arbres, les bactéries du sol ou d'autres espèces de champignons sont encore mal comprises. Plutôt que des parasites (ce qu'on a cru qu'ils étaient au XIXe siècle), elles semblent plutôt être des symbiotes et jouer un rôle important pour le sol et l'alimentation de certains animaux (dont mammifères forestiers).
Les Elaphomyces peuvent eux-mêmes être mycoparasités par (Cordyceps dont Tolypocladium capitatum et Cordyceps  langue de serpent  (Tolypocladium ophioglossoides) (à ne pas confondre avec Geoglossum nigritum) à la forme caractéristique, qui peut signaler la présence de son hôte (ou celle d'autres espèces proches telles que la Truffe du cerf muriquée (Elaphomyces variegatus)). Peut-être cette interaction permet-elle à ces fausses truffes de se signaler aux sangliers ou écureuils qui pourraient ainsi plus facilement la détecter, ou à d'autres animaux à l'odorat moins sensibles ?

## Bioconcentration du césium radioactif
Des sangliers radioactifs et des truffes du cerf contaminées ont été conjointement trouvés par exemple en Suisse par l'Institut fédéral de recherche sur la forêt, la neige et le paysage (WSL) (avec « jusqu'à cinq fois la valeur limite de 1250 becquerels de césium par kilogramme »), mais il ne semble pas y avoir en Europe de suivi des micromammifères dans le cadre de la sécurité radiologique.
Dans les forêts du Palatinat, ce champignon contenait un taux moyen de césium radioactif alarmant (6 030 Bq/kg), à la suite du passage du nuage de Tchernobyl.
Après la catastrophe de Tchernobyl, des sangliers radioactifs ont été signalés dans la plupart des zones touchées par le nuage.
Selon l'IRSN, en 1986, en France, la radioactivité des champignons (mets particulièrement recherché par les sangliers) était 5 à 10 fois plus élevée que celle du lait ou des céréales (273 à 1 165 Bq/kg pour les champignons analysés dans le Parc National du Mercantour). Plus grave, elle a diminué beaucoup plus lentement chez les champignons, de même que la radioactivité du gibier de 1986 à 2003, (dépassant parfois la limite de commercialisation), ce qui montre qu'il y a bioconcentration et contamination persistante de la  chaîne alimentaire.
Un sanglier consommant les champignons sur une tache de contamination du Mercantour, selon l'IRSN, était alors exposé à une « dose efficace » très élevée (de 10 à 100 µSv) de radioactivité, mais les champignons à fructification souterraine n'avaient pas été pris en compte par cette étude, alors qu'on sait qu'ils concentrent probablement mieux encore la radioactivité, avec toutefois un délai-retard lié au temps de percolation du césium dans le sol (1 cm par an en moyenne).
Comme il faut en moyenne 20 ans pour que le césium atteigne leur zone principale de prospection, on peut penser que c'est vers 2006 que ces champignons ont commencé à devenir très radioactifs, et par conséquent aussi les sangliers, écureuils, certains micro-mammifères et les animaux qui les mangent ou mangent leurs cadavres, ou ceux qui consommeront ces nécrophages. Une étude récente montre que le phénomène s'aggrave pour le sanglier. Elle a porté sur la contamination du sanglier sauvage par le radiocésium de Tchernobyl dans le Land de Rhénanie-Palatinat (Allemagne), par analyses d’échantillons de 2 433 sangliers tirés dans une zone de 45 400 ha de forêts dans l’ouest de cette région, de  janvier 2001 à février 2003. Les deux dernières années de l’étude (mai 2002 à février 2003), les chercheurs ont aussi étudié le contenu et la radioactivité des estomacs de 689 des sangliers tués. Les résultats montrent que la viande de sanglier suit une courbe saisonnière de contamination en dépassant les taux admissibles en été pour 21 à 26 % des sangliers, avec une forte réduction en hiver (1 - 9,3 %) qui indique une consommation plus élevée de nourriture contaminée durant la période de végétation. Le déclin de la contamination observé en Automne semble lié à une grande consommation de glands et faînes de hêtres pas ou peu contaminés.

L’été 2002, une analyse précise du contenu en nourriture des 18 estomacs les plus radioactifs (345 à 1 749 Bq/kg de matière fraîche) a été faite, ainsi que pour les 18 estomacs présentant les plus bas taux de césium radioactif (moins de 20 à 199 Bq/kg). Des restes de truffes du cerf commun (Granulatus Elaphomyces) ont été trouvés dans des proportions beaucoup plus élevées dans les estomacs très contaminés que dans des estomacs faiblement contaminés.
Ces radionucléides (ex : césium de Tchernobyl, mais aussi provenant des retombées des essais nucléaires aériens antérieurs, c’est-à-dire ceux effectués dans la seconde moitié du XXe siècle, années 50-60, par l’URSS, les États Unis et ses alliés ) percolent lentement dans le sol pour atteindre la zone de prospection de ces champignons après une vingtaine d'années environ. Ainsi peut-on craindre qu'à partir des années 2005 le césium de Tchernbobyl commence à s'accumuler dans ces champignons, car ceux-ci contaminent déjà la chaine alimentaire, dont des espèces-gibier (contamination avérée dans quelques cas pour le sanglier). Une concentration croissante pourrait alors perdurer des années, voire des décennies, avec (à vérifier) une éventuelle contamination des arbres vivant en symbiose avec de champignon.
Remarque : ceci peut évoquer la possibilité que les vraies truffes, dont la zone de prospection et le cycle de vie sont assez similaires, puissent  également bioaccumuler des radionucléides.

## Espèces
- Elaphomyces aculeatus Vittad. 1831,
- Elaphomyces aculiatus Vittad. 1831;
- Elaphomyces anthracinus Vittad. 1831,
- Elaphomyces appalachiensis Linder 1939;
- Elaphomyces asahimontanus Kobayasi 1960;
- Elaphomyces asperulus Vittad. 1831;
- Elaphomyces asperulus var. asperulus Vittad. 1831;
- Elaphomyces asperulus var. rugosus (Fr.) C.W. Dodge 1929;
- Elaphomyces atropurpureus Vittad. 1831;
- Elaphomyces cantabricus Paz A. & J.L. González 2008;
- Elaphomyces carbonaceus Corner & Hawker 1953;
- Elaphomyces cervinus (L.) Schltdl. 1824,
- Elaphomyces cervinus var. cervinus (L.) Schltdl. 1824;
- Elaphomyces cervinus var. hassiacus (Hasse) Fisch{?} 1897;
- Elaphomyces cervinus var. scabrum (Willd.) Schltdl. 1824 ;
- Elaphomyces citrinus Vittad. 1831,
- Elaphomyces cyanosporus Tul. & C. Tul. 1851,
- Elaphomyces darjeelingensis K.S. Thind & B.M. Sharma 1981;
- Elaphomyces decipiens Vittad. 1831;
- Elaphomyces echinatus Vittad. 1831,
- Elaphomyces fici Tilak & Rokde 1964;
- Elaphomyces foetidus Vittad. 1831;
- Elaphomyces fragilisporus S. Imai 1939;
- Elaphomyces granulatus Fr. 1829,
- Elaphomyces granulatus var. asperulus (Vittad.) Hawker 1967;
- Elaphomyces granulatus var. granulatus Fr. 1829;
- Elaphomyces guangdongensis B.C. Zhang 1991;
- Elaphomyces hartigii Kaufholtz-Couture 2023.
- Elaphomyces hassiacus R. Hesse 1891;
- laphomyces hirtus Tul. & C. Tul. 1841;
- Elaphomyces immutabilis Speg. 1879;
- Elaphomyces japonicus Lloyd 1916,
- Elaphomyces leucocarpus Vittad. 1831;
- Elaphomyces leucosporus Vittad. 1831,
- Elaphomyces leveillei Tul. & C. Tul. 1841,
- Elaphomyces maculatus Vittad. 1831;
- Elaphomyces miyabeanus S. Imai 1930;
- Elaphomyces morettii Vittad. 1831,
- Elaphomyces morettii var. echinatus (Vittad.) Ceruti 1960,
- Elaphomyces muricatus Fr. 1829,
- Elaphomyces muricatus f. fagicola Ławryn. 1988;
- Elaphomyces muricatus f. heterodermus B.C. Zhang 1991;
- Elaphomyces muricatus f. muricatus Fr. 1829;
- Elaphomyces muricatus f. quercicola Ławryn. 1988;
- Elaphomyces muricatus f. reticulatus (Vittad.) Ławryn. 1988;
- Elaphomyces muricatus f. variegatus (Vittad.) Ceruti,
- Elaphomyces mutabilis Vittad. 1831;
- Elaphomyces mutabilis subsp. immutabilis Speg.;
- Elaphomyces mutabilis subsp. mutabilis Vittad. 1831;
- Elaphomyces mutabilis var. flocciger Tul. & C. Tul. 1851;
- Elaphomyces mutabilis var. mutabilis Vittad. 1831;
- Elaphomyces neoasperulus Kobayasi 1960;
- Elaphomyces nikkoensis S. Imai 1938;
- Elaphomyces nopporensis S. Imai 1930;
- Elaphomyces nucleatus Tul.;
- Elaphomyces officinalis Nees 1820,
- Elaphomyces papillatus Vittad. 1831;
- Elaphomyces persoonii Vittad. 1831;
- Elaphomyces persoonii var. minor Tul.;
- Elaphomyces persoonii var. persoonii Vittad. 1831;
- Elaphomyces piriformis Vittad. 1831;
- Elaphomyces plicatus R. Hesse 1891;
- Elaphomyces plumbeus R. Hesse 1891;
- Elaphomyces porcatosporus B.C. Zhang 1991;
- Elaphomyces reticulatus Vittad. 1831;
- Elaphomyces reticulosporus B.C. Zhang 1991;
- Elaphomyces rubescens R. Hesse 1891;
- Elaphomyces rugosus Fr.;
- Elaphomyces sapidus Massee 1910;
- Elaphomyces scaber J. Schröt. 1893;
- Elaphomyces septatus Vittad. 1831;
- Elaphomyces shimizuensis Kobayasi 1960;
- Elaphomyces singaporensis Corner & Hawker 1953;
- Elaphomyces spinoreticulatus B.C. Zhang & Minter 1989;
- Elaphomyces striatosporus Kers 1980;
- Elaphomyces subvariegatus S. Imai 1934;
- Elaphomyces subviscidus (Zeller) Trappe & Guzmán 1972;
- Elaphomyces sulphureopallidus Vacek 1949;
- Elaphomyces titibuensis Kobayasi 1960;
- Elaphomyces trappei R. Galán & G. Moreno 1991;
- Elaphomyces tuberculatus A S. Xu 1999;
- Elaphomyces uliginosus R. Hesse 1891;
- Elaphomyces vanegatus Vittad.;
- Elaphomyces variegatus Vittad. 1831,
- Elaphomyces variegatus var. coelatus Tul. & C. Tul.;
- Elaphomyces variegatus var. fuscescens Speg. 1878;
- Elaphomyces variegatus var. hirtus (Tul.) Sacc. 1889;
- Elaphomyces variegatus var. pallens Tul. & C. Tul.;
- Elaphomyces variegatus var. variegatus Vittad. 1831;
- Elaphomyces verrucosus C.W. Dodge 1929;
- Elaphomyces virgatosporus Hollós 1908;
- Elaphomyces viridiseptum Trappe & Kimbr. 1972,
- Elaphomyces vulgaris Corda;
- Elaphomyces vulgaris var. columnifer Corda 1831;
- Elaphomyces vulgaris var. granulatus Corda;
- Elaphomyces vulgaris var. muricatus Corda;
- Elaphomyces vulgaris var. variegatus Corda;
- Elaphomyces vulgaris var. vulgaris Corda;